# فرد لوكاس
فرد لوكاس (بالإنجليزية: Fred Lucas)‏ هو لاعب كرة قاعدة أمريكي، ولد في 19 يناير 1903 في فينيلاند في الولايات المتحدة، وتوفي في 11 مارس 1987 في كامبريدج في الولايات المتحدة.